# لیگ برتر فوتبال مصر
لیگ برتر مصر (انگلیسی: Egyptian Premier League) حرفه‌ای‌ترین لیگ فوتبال برای باشگاه‌های فوتبال مصر است که در سال ۱۹۴۸ تأسیس شد. در حال حاضر ۱۸ تیم در این لیگ رقابت می‌کنند. باشگاه ورزشی الاهلی مصر موفق‌ترین و پرافتخارترین تیم در این لیگ است.

## قهرمانان
| باشگاه      | قهرمانی | نایب قهرمانی | سال‌های قهرمانی |
| ----------- | ------- | ------------ | --- |
| الاهلی      | ۴۴      | ۱۲           | ۱۹۴۸–۴۹, ۱۹۴۹–۵۰, ۱۹۵۰–۵۱, ۱۹۵۲–۵۳, ۵۴-۱۹۵۳، ۵۶-۱۹۵۵، ۱۹۵۶–۵۷, ۵۸-۱۹۵۷، ۵۹-۱۹۵۸، ۶۱-۱۹۶۰، ۶۲-۱۹۶۱، ۱۹۷۴–۷۵, ۱۹۷۵–۷۶, ۱۹۷۶–۷۷, ۱۹۷۸–۷۹, ۸۰-۱۹۷۹، ۸۱-۱۹۸۰، ۸۲-۱۹۸۱، ۸۵-۱۹۸۴، ۱۹۸۵–۸۶, ۸۷-۱۹۸۶، ۱۹۸۸–۸۹, ۱۹۹۳–۹۴, ۱۹۹۴–۹۵, ۹۶-۱۹۹۵، ۹۷-۱۹۹۶، ۹۸-۱۹۹۷، ۹۹-۱۹۹۸، ۰۰-۱۹۹۹، ۰۵-۲۰۰۴، ۲۰۰۵–۰۶, ۰۷-۲۰۰۶، ۰۸-۲۰۰۷، ۰۹-۲۰۰۸، ۲۰۰۹–۱۰, ۱۱-۲۰۱۰، ۲۰۱۳–۱۴, ۱۶-۲۰۱۵، ۲۰۱۶–۱۷, ۱۸-۲۰۱۷، ۲۰۱۸–۱۹, ۲۰-۲۰۱۹، ۲۳-۲۰۲۲, ۲۰۲۳–۲۴ |
| زمالک       | ۱۴      | ۳۴           | ۱۹۵۹–۶۰، ۱۹۶۳–۶۴، ۱۹۶۴–۶۵، ۱۹۷۷–۷۸، ۱۹۸۳–۸۴، ۱۹۸۷–۸۸، ۱۹۹۱–۹۲، ۹۳-۱۹۹۲، ۰۱-۲۰۰۰، ۰۳-۲۰۰۲، ۲۰۰۳–۰۴، ۲۰۱۴–۱۵، ۲۱-۲۰۲۰، ۲۲-۲۰۲۱ |
| اسماعیلی    | ۳       | ۷            | ۱۹۶۶–۶۷، ۱۹۹۰–۹۱، ۲۰۰۱–۰۲ |
| ترسانه      | ۱       | ۵            | ۱۹۶۲–۶۳ |
| غزل المحله  | ۱       | ۱            | ۱۹۷۲–۷۳ |
| المپیک      | ۱       | ۰            | ۱۹۶۵–۶۶ |
| مقاولون عرب | ۱       | ۰            | ۱۹۸۲–۸۳ |
| پیرامیدز    | ۰       | ۳            | |
| انپی        | ۰       | ۱            | |
| سموحه       | ۰       | ۱            | |
| مصر المقاصه | ۰       | ۱            | |